# Union sportive Quillan Haute vallée
Ne doit pas être confondu avec l'Union sportive Quillan Limoux Haute vallée de l'Aude, club créé en 2014.
Maillots
L'Union sportive Quillan Haute vallée est un club de rugby à XV français situé à Quillan, dans le département de l'Aude en région Occitanie.
Créé en 1902, le club est champion de France en 1929 et vice-champion en 1928 et 1930. C'est l'un des seuls clubs français avec l'US Carmaux à avoir remporté le titre national en première, deuxième et troisième division. En 2014, le club fusionne avec celui de Limoux.

## Historique

### Débuts du club
Le club est créé en 1902.

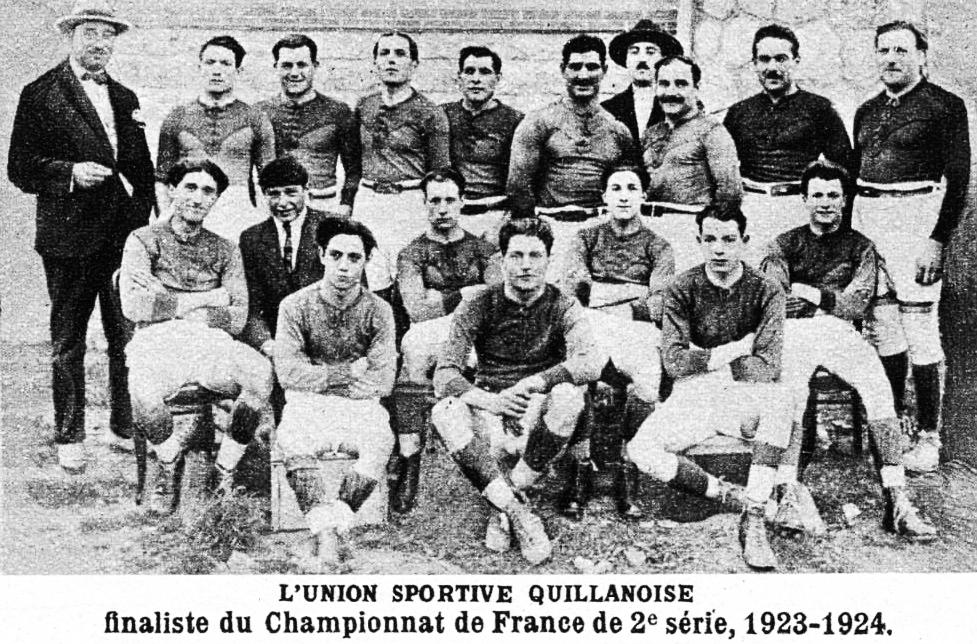
L'US Quillan, finaliste du championnat de France de 2e série en avril 1924.

Le titre de champion de France en 1929 et les deux finales en 1928 et 1930 sont étroitement liée à la période du président-mécène Jean Bourrel. Cet entrepreneur avait fait fortune en relançant à Quillan l'industrie du chapeau et avait mis ses connaissances de gestionnaire au service du rugby. Profitant d'un désaccord dans le club de l'Union sportive perpignanaise, champion 1925 et finaliste 1926, entre l'entraîneur Gilbert Brutus et ses dirigeants, Bourrel l'attire avec pas moins de sept de ses joueurs, dont les internationaux Marcel Baillette et Eugène Ribère. Les deux saisons suivantes, il fait signer cinq ou six autres internationaux, réalisant la première équipe véritablement professionnelle, puisque les joueurs n'avaient qu'à se préoccuper de rugby, disposant d'un kiné et des balbutiements de la diététique. À charge pour ces derniers d'offrir aux supporters adverses les chapeaux « Thibet », les plus célèbres créations de Bourrel.
Ces années sont pourtant entachés par la violence. Le 20 mars 1927, le talonneur quillanais Gaston Rivière meurt lors des retrouvailles avec les Perpignanais. Pour limiter les frais de déplacement, le championnat commençait par des phases de qualifications régionales. Celles du Languedoc étaient très disputées, et les « riches » quillanais y étaient particulièrement jalousés.

### Vice-champion de France 1928

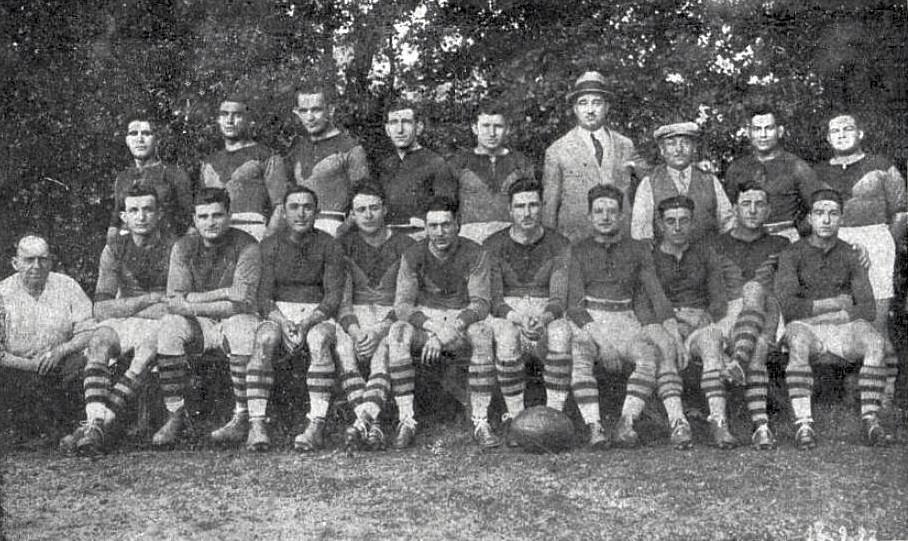
L'Union sportive quillanaise, vice-championne de France de rugby 1928.

Le championnat de première division 1927-1928 est remporté par la Section paloise qui bat l'US Quillan en finale.
La Section paloise remporte son premier Bouclier de Brennus.

### Champion de France 1929

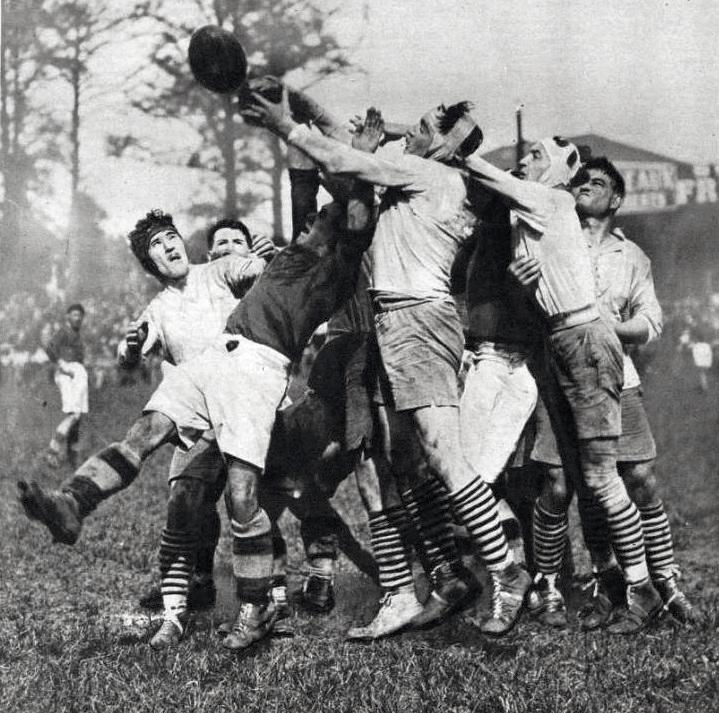
1929 (mai), demi finale du championnat de France au parc Lescure de Bordeaux, un avant agenais (en blanc) attrape le ballon (victoire de Quillan, 17-3).

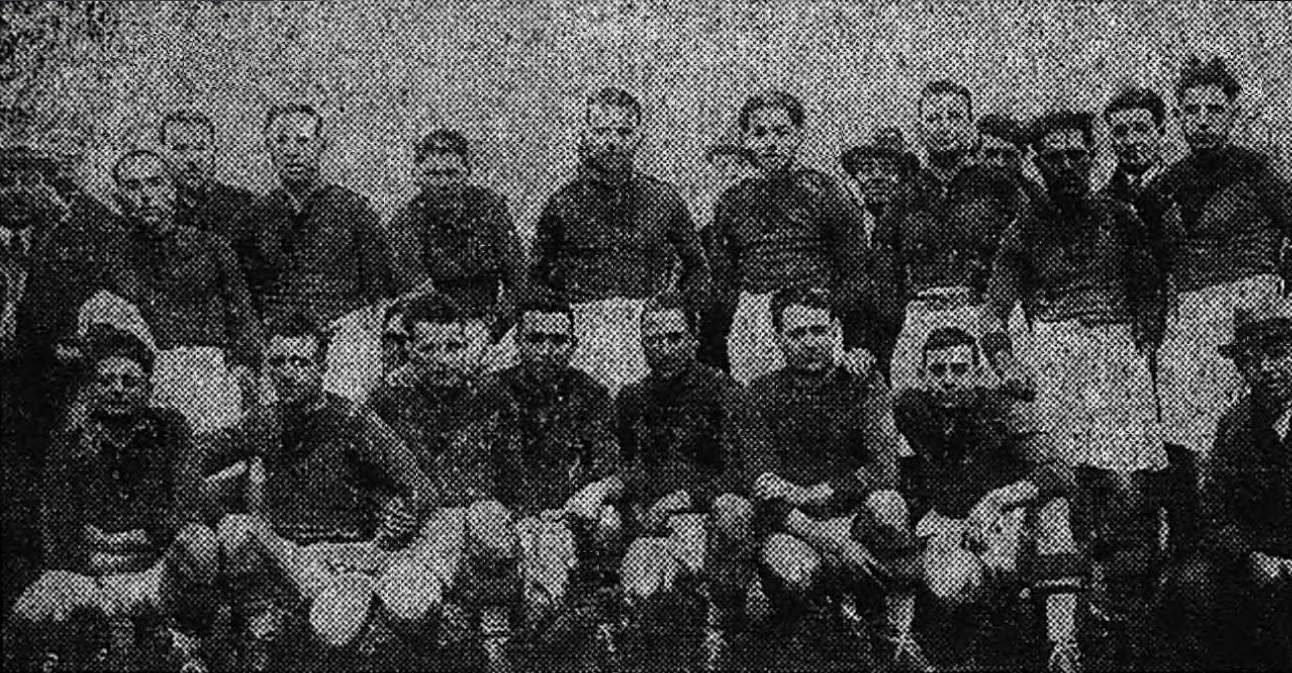
L'US Quillan, champion de France de rugby 1929.

En finale du championnat 1929, au stade des Ponts Jumeaux, à Toulouse, Quillan retrouve les rivaux de Lézignan. Selon le journaliste Marcel de Laborderie, présent sur les lieux, « le match tout entier ne fut qu'une succession de bagarres, de batailles rangées (...) interrompues de temps en temps par quelques mouvements de rugby de bonne classe (...) ». À l'heure de jeu, Lézignan mène 8-0, leur entraîneur Jean Sébédio, sûr de la victoire des siens, lance en direction de la tribune présidentielle des billets de banque, vociférant : « Vous voyez le pognon n'est pas tout en rugby. » Avant que Quillan inscrive trois essais et ne remporte le trophée. À la suite de cette finale, Lézignan fut exclu du championnat par la Fédération française tandis que le comité du Languedoc en fit de même avec le club de Quillan. Même si ces équipes furent réintégrées peu après, les nations britanniques, excédées par la violence sur les terrains et les accusations d’amateurisme marron du Championnat, exclurent l'équipe de France du Tournoi des V nations. Accusé de « non-respect de l'amateurisme », la star quillanaise, Jean Galia, principal acteur de la finale 1929, ainsi que l'équipe de Lézignan (se lançant alors définitivement dans le rugby à XIII et le professionnalisme) furent exclus par la FFR.
| Quillan, champion de France 1929, soulève le Le Coq Gaulois en bronze qui remplace le Bouclier de Brennus entre 1926 et 1929. |  | Quillan, champion de France 1929, soulève le Le Coq Gaulois en bronze qui remplace le Bouclier de Brennus entre 1926 et 1929. |  | Quillan, champion de France 1929, soulève le Le Coq Gaulois en bronze qui remplace le Bouclier de Brennus entre 1926 et 1929. |
| Quillan, champion de France 1929, soulève le Le Coq Gaulois en bronze qui remplace le Bouclier de Brennus entre 1926 et 1929. |  | |  | |

| Équipes        | US Quillan - FC Lézignan |
| Score          | 11-8 (3-0) |
| Date           | 19 mai 1929 |
| Stade          | Stade des Ponts Jumeaux, Toulouse |
| Arbitre        | André Jasmin |
| Les équipes    | |
| US Quillan     | Jean Lladères, Marcel Soler, Marcel Baillette, René Bonnemaison, Jean Bonnet, Amédée Cutzach, François Corbin, Eugène Ribère, Pierre Pourrech, Jean Galia, André Rière, Germain Raynaud, Georges Delort, Georges Martres, Guy Flamand |
| FC Lézignan    | André Calmet, Michel Bigorre, Marius Dedieu, Robert Gachein, Pierre Cance, Louis Bès, Roger Llary, Antoine Wisser, Célestin Wisser, Arthur Boyer, Louis Haener, André Clady, Léon Duezo, Maurice Porra, Léopold Fabre                 |
| Points marqués | |
| US Quillan     | 3 essais de Bonnet, Rière, Baillette 1 transformation de Ribère |
| FC Lézignan    | 2 essais de Clady et Fabre 1 transformation de Clady |

### Vice-champion de France 1930

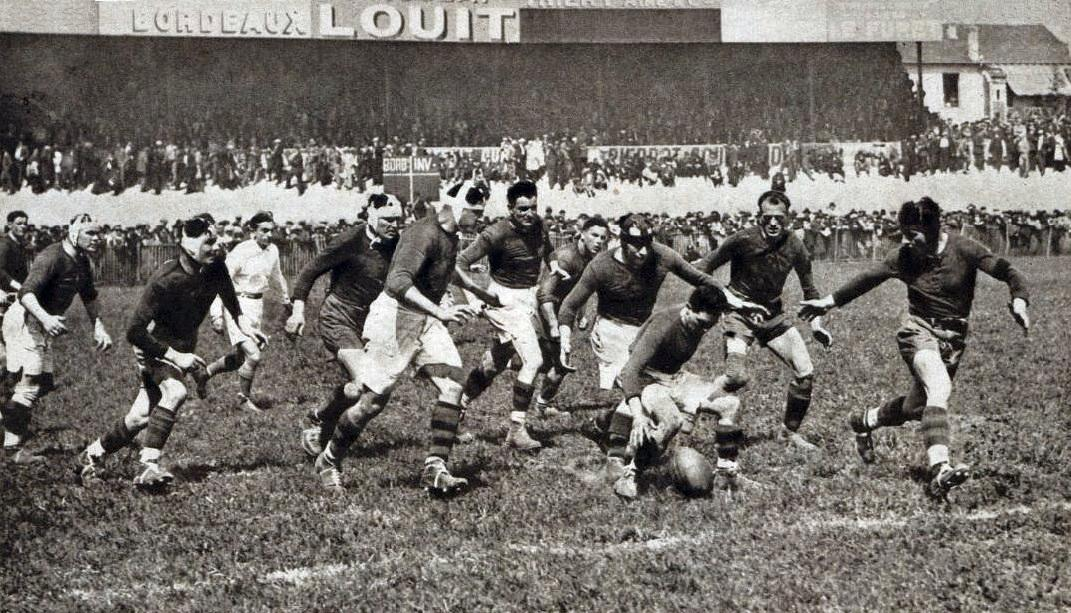
1930, finale du championnat au parc Lescure à Bordeaux, le quillanais Corbin (culotte blanche) ramasse le ballon, bien protégé par Galia et ses partenaires.

Le championnat 1929-1930 de première division est remporté par le SU Agen qui bat l'US Quillan le tenant du titre en finale grâce à un drop de l'arrière condomois Marius Guiral.

### Champion de France de troisième division 1955
À cette époque, Paul Barrière, neveu de Jean Bourrel et président de la Fédération de jeu à XIII, persuade l’entreprise DeLarue d'installer la seule usine de Formica de France, à Quillan. Tous les joueurs travaillent dans l'usine qui employa jusqu'à 1 200 personnes. En 1955, le club devient champion de France de troisième division.

### Champion de France de deuxième division 1964
En 1963, l'US Quillan fusionne avec le Club athlétique omnisports d'Espéraza donnant naissance à l'Entente Quillan Espéraza (qui deviendra par la suite l'Union sportive Quillan Espéraza). Dès l'année suivante, le club, sous sa nouvelle appellation, devient champion de France de deuxième division et accède au plus haut niveau national.

### Dernières années en première division (1965-1978)
De 1965 à 1978, le club se maintient parmi l'élite du rugby français.
Après 2 années d’apprentissage en 1965 et 1966 où il se maintient difficilement, Quillan atteint les huitièmes de finale en 1967 et les seizièmes de finale en 1968 et 1970.
Quillan est également invaincu à domicile pendant 2 ans en 1968 et 1969 avec notamment une victoire sur le grand Stade toulousain de Pierre Villepreux.
Quillan quittera l’élite alors réduite à 32 clubs à partir de 1974.
Après une remontée en 1975, il passe 3 saisons en groupe B entre 1976 et 1978.
La formation suit alors les performances de l'entreprise, qui périclite dans les années 1980 (et sera définitivement fermée en 2003).

### Fusion avec Limoux
En 2013, le club dispute, alors, le championnat de Fédérale 2. Échelon supérieur aux moyens financiers du club, selon le président Christian Maugard, avec un budget autour de 240 000 euros, le club peine à recruter. Selon lui, dans le « désert industriel quillanais », il est difficile de trouver un emploi pour d'éventuelles recrues, la mairie étant actuellement le principal employeur. Le club survit grâce à la fidélité de sponsors tel que « Ovalie Transports ».
En 2014, descendu en Fédérale 3, l'US Quillan fusionne avec le RC Limoux Razès pour devenir l'Union sportive Quillan Limoux Haute vallée de l'Aude, dans le but de maintenir le club en Fédérale 3 et de pouvoir prétendre à une montée en Fédérale 2,.

## Palmarès

### Détail du palmarès
- Championnat de France de première division :
  - Champion (1) : 1929
  - Vice-champion (2) : 1928 et 1930
- Champion de France deuxième division :
  - Champion (1) : 1964
- Champion de France troisième division :
  - Champion (1) : 1955
- Champion de France troisième Série : 
  - Champion (1) : 1922
- Challenge de l'Espérance (1) :
  - Finaliste (1) : 1966
- Championnat de France Juniors Balandrades :
  - Champion (1) : 1983

### Finales disputées
| Date de la finale | Vainqueur       | Finaliste   | Score  | Lieu de la finale                 | Spectateurs |
| 6 mai 1928        | Section paloise | US Quillan  | 6-4    | Stade des Ponts Jumeaux, Toulouse | 20 000      |
| 19 mai 1929       | US Quillan      | FC Lézignan | 11-8   | Stade des Ponts Jumeaux, Toulouse | 20 000      |
| 18 mai 1930       | SU Agen         | US Quillan  | 4-0 AP | Parc Lescure, Bordeaux            | 28 000      |

## Personnalités du club

### Joueurs emblématiques
- Marcel Baillette
- Charles Bigot (4 sélections à compter de 1930)
- Louis Destarac
- Jean Galia
- Eugène Ribère Originaire de Thuir, le capitaine de la grande équipe des années 29 était aussi capitaine de l'équipe de France

### Présidents

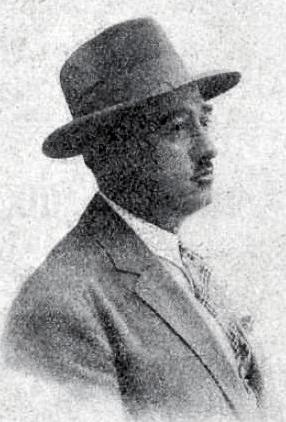
Jean Bourrel, maire et conseiller général de Quillan, en mai 1929.

- Jean Bourrel